# Assault Amphibious Vehicle
Das Assault Amphibious Vehicle (auch bekannt als AAV7, AAV7A1, AAVP7A1, LVT-7 oder umgangssprachlich Amtrac) ist ein amphibischer, gepanzerter Truppentransporter des United States Marine Corps. Das Fahrzeug ist im Gegensatz zu vielen anderen schwimmfähigen Panzerfahrzeugen ohne Vorbereitungszeit schwimmbereit und wird aktiv als Landungsfahrzeug eingesetzt.
Es kann bis zu 25 Marineinfanteristen mit Gefechtsausrüstung transportieren.
Die Amtracs werden im Bauch der Amphibischen Angriffsschiffe (Tarawa- und Wasp-Klasse) oder der Docklandungsschiffe (LSD) befördert und fahren aus dem Transportdeck über das Welldeck direkt ins offene Meer und an Land.

## Geschichte

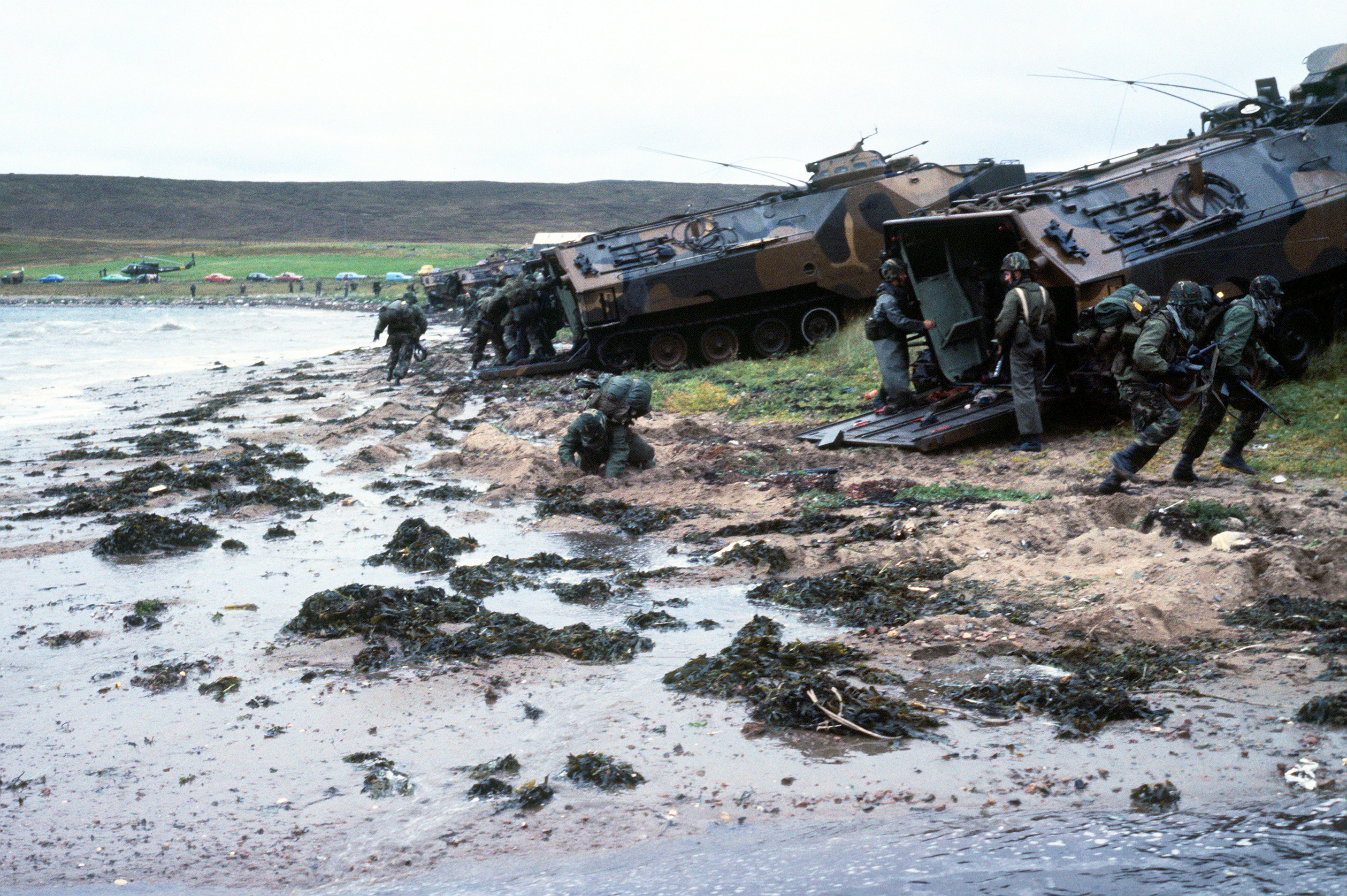
Landung auf den Shetland-Inseln während des NATO-Manövers Northern Wedding

Im März 1964 stellte das Marine Corps die Forderung nach einem neuen amphibischen Landungsfahrzeug, das das LVT-5 ersetzen sollte. Nachdem eine Reihe von Vorschlägen von verschiedenen Unternehmen untersucht wurde, erhielt die Rüstungsabteilung der FMC Corporation (heute Teil von BAE Systems) den Entwicklungsauftrag. Die Arbeiten zur Entwicklung des Fahrzeugs begannen im Februar 1966, die ersten 15 Prototypen wurden bereits im September 1967 zur Erprobung an das Marine Corps geliefert. Diese Versuchsmuster trugen den Namen LVPTX12 (Landing Vehicle Personnel Tracked Experimental, Model 12). Die Tests der Prototypen dauerten bis September 1969 und verliefen erfolgreich, so dass im Juni 1970 ein Produktionsauftrag in Höhe von 78,5 Millionen US-Dollar an die FMC Corporation erging. Er umfasste die Fertigung von 942 Fahrzeugen ohne Waffenstationen.
Die ersten Fahrzeuge wurden, nun unter der Bezeichnung LVTP-7, im August 1971 an das Marine Corps übergeben, die ersten Einheiten im März 1972 ausgestattet. Die letzten Fahrzeuge wurden 1974 an die Truppe übergeben, nachdem das Vorgängermodell LVT-5 komplett ausgemustert worden war.
Bereits 1977 wurde ein erstes Programm zur Kampfwertsteigerung aufgelegt, das verschiedene Maßnahmen zur Erhöhung der Überlebensfähigkeit und der Beweglichkeit umfasste. Das Programm lief unter dem Namen LVTP-7 Service Life Extension Program und wurde von 1980 bis 1985 durchgeführt. Dabei wurden alle Fahrzeuge umgerüstet und dann in AAV7-A1 umbenannt. Im Jahr 1980 wurden weitere 329 Fahrzeuge bestellt, die bis 1984 ausgeliefert wurden. Eine letzte Kleinserie von vier Fahrzeugen wurde 1985 gebaut.
Als Nachfolger war das Expeditionary Fighting Vehicle vorgesehen, das auf dem Wasser sogar Gleitfahrt erreichen sollte. Dieses Projekt wurde nach mehreren Prototypen aus Kostengründen im Januar 2011 gestoppt.
Acht US-Marines und ein US-Navy-Matrose starben am 30. Juli 2020, als ihr AAV während einer Trainingsübung vor der Küste von San Clemente Island in Kalifornien sank. Als Folge des Vorfalls gab das US Marine Corps am 15. Dezember 2021 bekannt, dass es seine AAV von maritimen Operationen außer in Notfällen ausgeschlossen hat.

## Besatzung

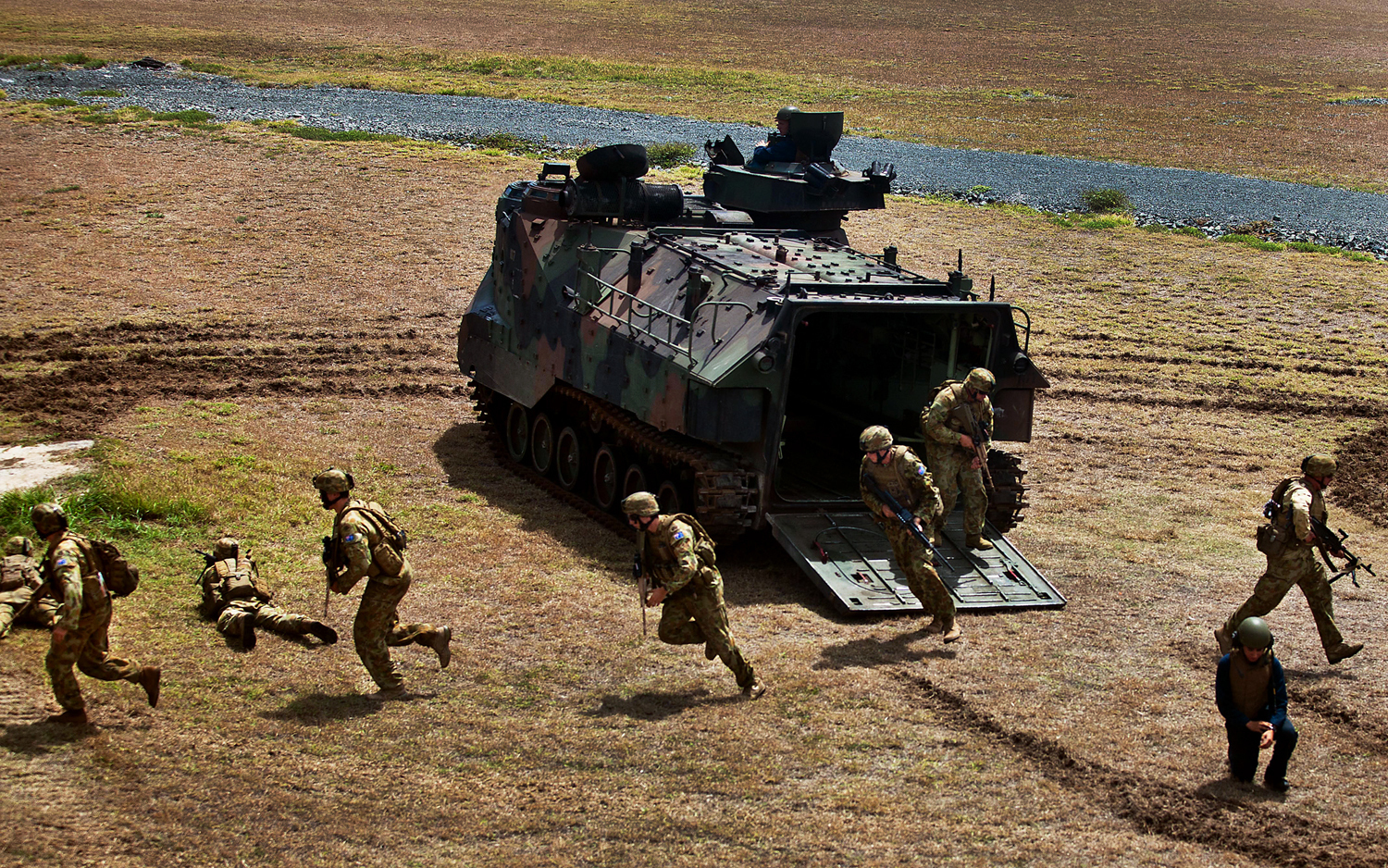
Soldaten verlassen ein AAV während einer Übung über die Heckrampe.

Die Besatzung des Fahrzeugs besteht aus 3 Soldaten: Dem Fahrer, dem Kommandanten und dem Richtschützen. Der Fahrer sitzt vorne links in der Wanne neben dem zentral angeordneten Motorblock, der Kommandant ist hinter dem Fahrer untergebracht. Der Richtschütze befindet sich rechts neben dem Motor.
Im hinteren Teil der Wanne können 25 Marineinfanteristen mit voller Ausrüstung auf drei Sitzbänken untergebracht werden. Eine Sitzbank befindet sich in der Mitte des Fahrzeugs, die anderen an den Seiten. Die Soldaten können den Panzer über eine elektrisch betriebene Luke im Heck des Fahrzeugs betreten und verlassen.

## Panzerung
Um einen möglichst hohen Auftrieb zu erhalten, ist die Wanne des AAV7 aus geschweißtem Aluminium gefertigt. Dies sorgt für eine gute Schwimmfähigkeit und höhere Geschwindigkeit, bietet jedoch nur Schutz gegen Projektile aus Handfeuerwaffen und gegen Splitter.

## Antrieb und Laufwerk
Die ursprüngliche Variante des AAV7 wurde durch einen 400 PS starken wassergekühlten 8-Zylinder-Dieselmotor mit Turboaufladung der Detroit Diesel Corporation angetrieben. Ab der Version A1 wurde der Motor von der Firma Cummins Engine ersetzt, war jedoch weitestgehend baugleich mit dem Vorgängermodell. Der Motor kann innerhalb von 45 Minuten ausgebaut werden und für Testzwecke auch außerhalb des Fahrzeugs betrieben werden.
Die Kraftübertragung erfolgt über ein kombiniertes Lenk-/Schaltgetriebe, das in einem Block untergebracht ist und so ebenfalls schnell ausgetauscht werden kann.
Auf der Straße oder im Gelände erfolgt der Antrieb über die Ketten, im Wasser kommen jedoch zwei Wasserstrahldüsen im Heck des Fahrzeugs zum Einsatz, die jeweils einen Wasserdurchsatz von 52.990 l/min haben. Mit ihnen kann der Panzer auf bis zu 13,5 km/h beschleunigt werden.

## Einsatzprofil

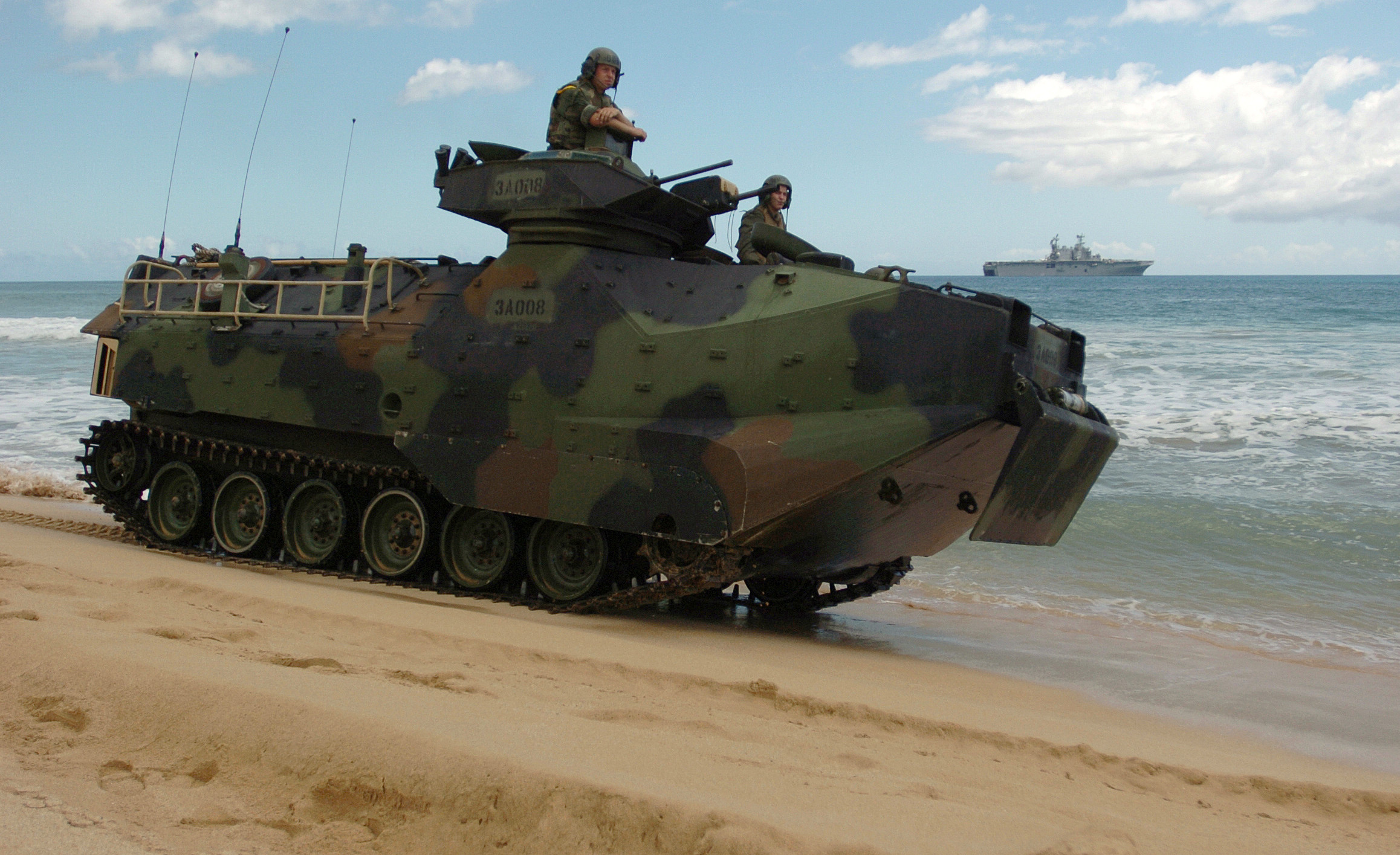
AAV7A1 am Strand von Kauai, Hawaii, am Horizont sein Mutterschiff, die Peleliu

Hauptaufgabe des AAV7 ist der Transport von Marineinfanteristen von vor der Küste liegenden amphibischen Angriffsschiffen an die Küste, um dort einen Brückenkopf zu bilden. Dabei wird im Regelfall Feuerunterstützung durch eigene Kriegsschiffe oder Luftfahrzeuge geleistet, da die Bewaffnung des Fahrzeugs nur zum Kampf gegen Infanterie und leichtgepanzerte Kräfte ausreicht.

## Varianten
LVTP-7
Basisvariante, gefertigt ab 1972 für das USMC mit Raum für 25 Soldaten auf drei Bankreihen im Frachtraum sowie drei Besatzungsmitgliedern.
VTP-7A1
Nachgerüstete Fahrzeuge mit Upgunned Turm wurde ab 1982 aus bestehenden LVTP-7 nachgerüstet. Dazu kamen noch das AN/VIC-2 Intercomsystem.
AAVP-7A1
Neuere Bezeichnung für das LVTP-7A1.
AAVC-7A1
Kommandovariante bei der Funkgeräte sowie fünf Funker und zwei Offiziere den Innenraum nutzen. Zu der Funkausrüstung zählen VIC-2, VRC-92, VRC-89, PRC-103 UHF-Funkgerät, MRC-83 HF-Funkgerät. Kampfwertsteigerungsmaßnahmen beinhalteten die Integration von Harris Falcon II-Funkgeräten wie das PRC-117 für VHF/UHF/SATCOM sowie das PRC-150 für HF.
AAVR-7A1
Bergepanzer mit einem Kranarm anstelle des MG-Turmes. Der Innenraum ist nebst den drei Besatzungsmitgliedern mit Ersatzteilen und drei Mechanikern belegt.

## Technische Daten

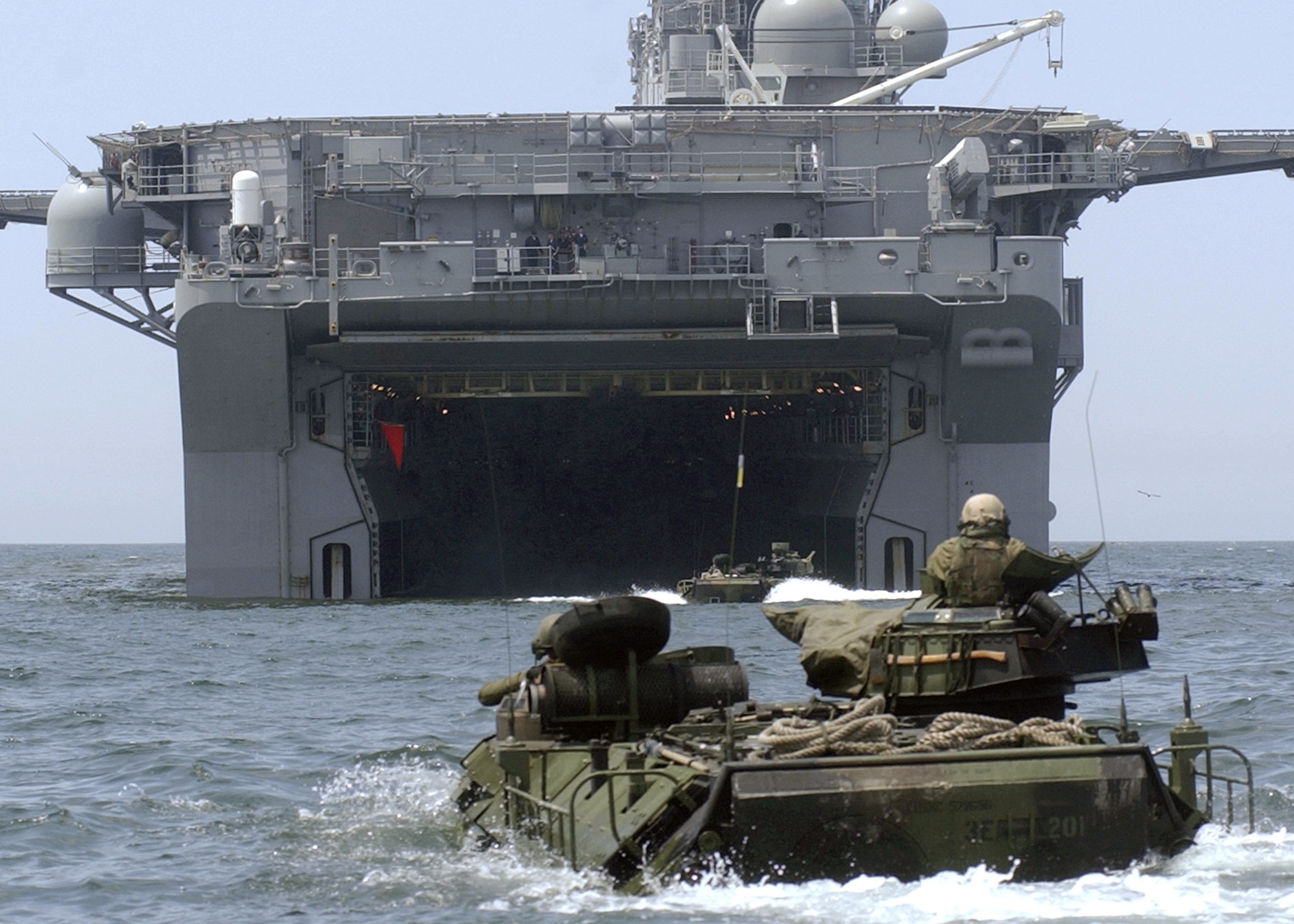
Amtracs des Marine Corps kehren zur Bonhomme Richard zurück, einem amphibischen Angriffsschiff der Wasp-Klasse.

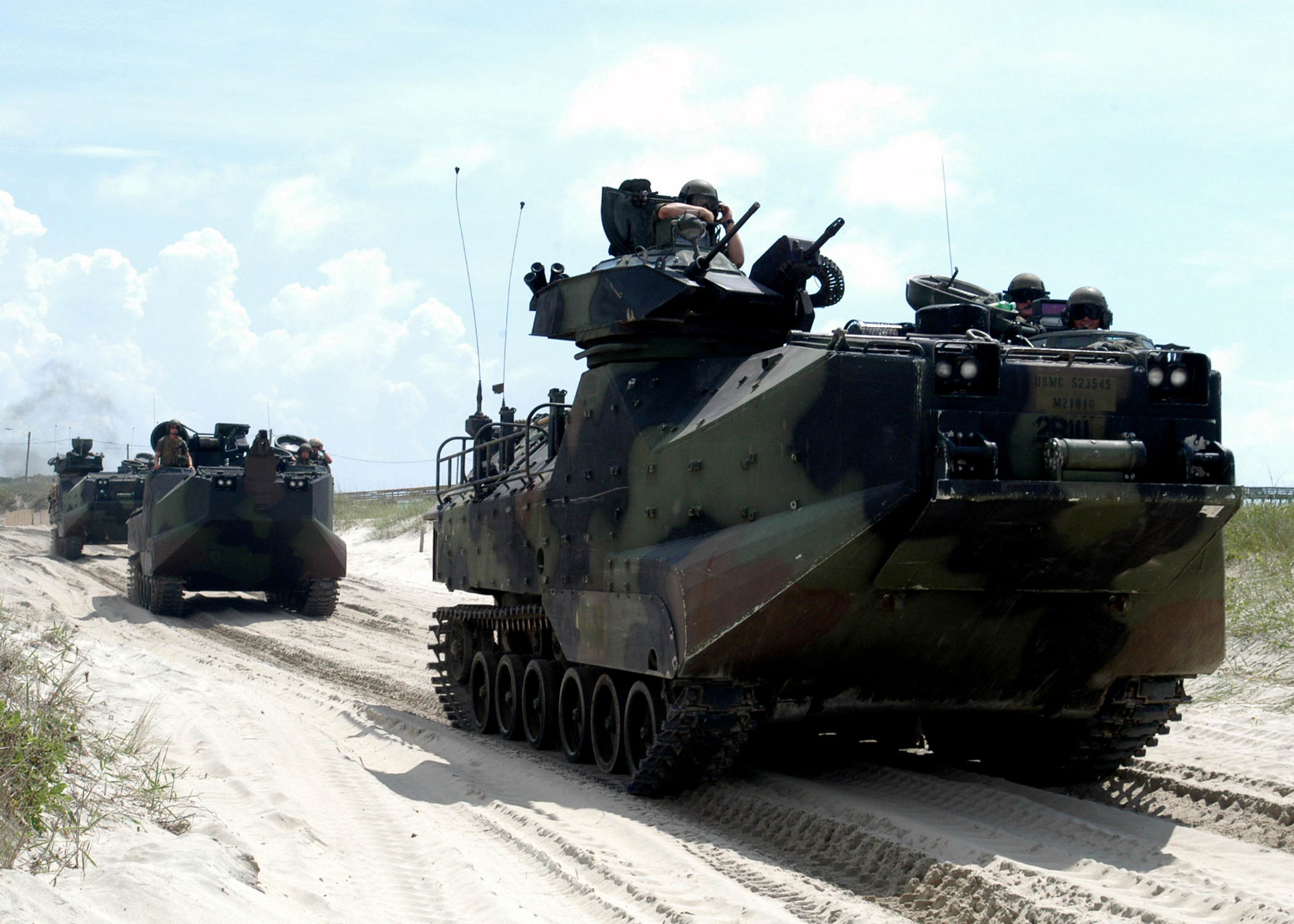
Mehrere AA7V1 während einer Übung im Jahr 2004

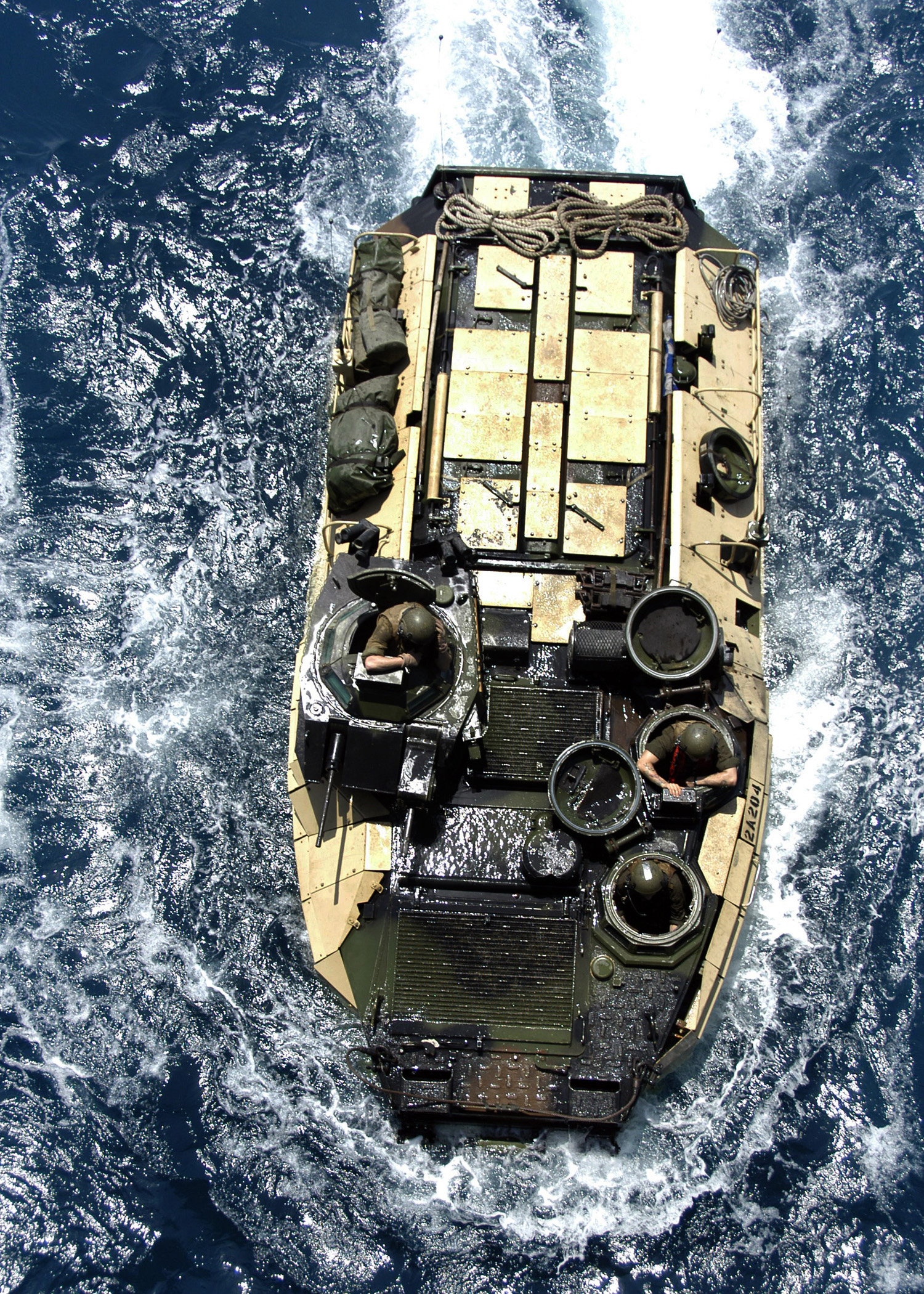
Ein AA7V1 vom Deck der Kearsarge fotografiert

| Bezeichnung                  | AAV7A1 Assault Amphibious Vehicle                                   |                                                                     |
| Typ                          | Amphibisches Angriffsfahrzeug                                       | Amphibisches Angriffsfahrzeug                                       |
| Besatzung                    | 3 + 25                                                              | 3 + 25                                                              |
| Motor                        | Wassergekühlter Cummins VT400 8-Zylinder Dieselmotor mit Turbolader | Wassergekühlter Cummins VT400 8-Zylinder Dieselmotor mit Turbolader |
| Leistung                     | 295 kW (400 PS) bei 2800/min                                        | 295 kW (400 PS) bei 2800/min                                        |
| Getriebe                     | Hydromechanisches Schaltgetriebe HS 400                             | Hydromechanisches Schaltgetriebe HS 400                             |
| Fahrwerk                     | Rollenlaufwerk                                                      | Rollenlaufwerk                                                      |
| Länge über alles             | 8160 mm                                                             | 8160 mm                                                             |
| Breite über alles            | 3270 mm                                                             | 3270 mm                                                             |
| Höhe über alles              | 3310 mm                                                             | 3310 mm                                                             |
| Bodenfreiheit                | 406 mm                                                              | 406 mm                                                              |
| Watfähigkeit                 | amphibisch                                                          | amphibisch                                                          |
| Grabenüberschreitfähigkeit   | 2438 mm                                                             | 2438 mm                                                             |
| Kletterfähigkeit             | 914 mm                                                              | 914 mm                                                              |
| Steigfähigkeit               | 60 %                                                                | 60 %                                                                |
| Querneigung                  | 40 %                                                                | 40 %                                                                |
| Gefechtsgewicht              | 22.838 kg                                                           | 22.838 kg                                                           |
| Höchstgeschwindigkeit Straße | 72 km/h                                                             | 72 km/h                                                             |
| Höchstgeschwindigkeit Wasser | 13,5 km/h                                                           | 13,5 km/h                                                           |
| Kraftstoffmenge              | 681 Liter                                                           | 681 Liter                                                           |
| Fahrbereich                  | 482 km                                                              | 482 km                                                              |

## Bewaffnung
Da der AAV7 hauptsächlich als Landungs- und nicht als Kampffahrzeug konzipiert ist, wurde nur eine leichte Bewaffnung eingebaut.
LVTP-7
Dem Richtschützen steht auf der vorderen rechten Rumpfoberseite ein kleiner um 360° schwenkbarer Panzerturm zur Verfügung. Darin ist ein General Electric M85 Maschinengewehr mit 1000 Schuss Munition im Kaliber 12,7 mm lafettiert.
AAVP7
Insgesamt 240 Fahrzeuge wurden von November 1986 bis Januar 1987 mit einer Gunned Up Weapons Station versehen. Darin ist folgende Bewaffnung manuell lafettiert:
- 1 × 40-mm-Granatwerfer 40-mm-Maschinengranatwerfer Mk 19 mit 864 Schuss Munition in Munitionskisten zu je 32 Granaten
- 1 × 12,7-mm-Maschinengewehr General Dynamics M2HB mit 1200 Schuss Munition

## Einsatz in Streitkräften
- United States Marine Corps – 1311
- Infanteria de Marina (Argentinien) – 21 LVTP7s, davon 10 teilweise modifiziert
- Corpo de Fuzileiros Navais do Brasil (Brasilien)
- Infanteria de Marina (Chile) – 15
- Italienisches Heer – 35 LVPT7s, (25 wurden zu AAV-7A1 modifiziert)
- Republic of Korea Marine Corps (Südkorea) – 162
- Republic of China Marine Corps (Taiwan) – 54
- Marineinfanteriebrigade der Spanischen Marine – 30 (24 AAVP-7, 4 AAVC-7, 2 AAVR-7)
- Venezolanische Marine – 11 AAVT-7s, (1 AAVTC-7 + 1 AAVTR-7 + 9 AAVTP-7)
- Griechenland.[3]